# Endasys lissorulus
Endasys lissorulus là một loài tò vò trong họ Ichneumonidae.